# Hear My Plea
Hear My Plea – singel albańskiego duetu Aida i Frederik Ndoci, napisany przez Klodiana Qafoku'a i Florana Kondiego oraz nagrany w 2006 roku, wydany w formie singla w kolejnym roku. 
Utwór w pierwotnej, albańskiej wersji („Balada e gurit”) wygrał 45. Festivali i Këngës, dzięki czemu reprezentował Albanię podczas 52. Konkursu Piosenki Eurowizji. Na potrzeby występu piosenka została przearanżowana i częściowo przetłumaczona na angielski, a 10 maja została zaprezentowana w półfinale imprezy, gdzie zdobyła łącznie 53 punkty i uplasowała się na 17. miejscu ostatecznej klasyfikacji, nie kwalifikując się do finału.